# EM i curling 1982
Europamesterskabet i curling 1982 for herre- og kvindehold var det ottende EM i curling. Mesterskabet blev arrangeret af European Curling Council, og turneringen blev afviklet i Kirkcaldy Ice Rink i Kirkcaldy, Skotland i perioden 6. – 11. december 1982. Mændenes mesterskab havde deltagelse af 14 hold, hvilket var en tangering af den hidtidige deltagerrekord, mens kvindeturneringen med 13 deltagende hold ligeledes tangerede den tidligere deltagerrekord.
Værtslandet Skotlands hold med Mike Hay som kaptajn vandt mændenes europamesterskab ved at besejre Vesttyskland i finalen med 6-5. Det var skotternes tredje EM-titel for mænd – de to første blev vundet i 1979 og 1980. Sølvmedaljerne gik som nævnt Vesttyskland, som dermed opnåede sit bedste EM-resultat indtil da, mens bronzemedaljerne gik til de forsvarende europamestre fra Schweiz, som besejrede Danmark med 4-3 i bronzekampen, og som dermed vandt bronze for første gang i EM-historien. Danmark blev repræsenteret af et hold bestående af Frants Gufler, Hans Gufler, Michael Sindt og Holger Slotsager, som altså blev nr. 4.
Sveriges hold fra Karlstads Curlingklubb med Elisabeth Högström som kaptajn vandt for femte gang EM-titlen for kvinder ved at besejre Italien med 13-2 i finalen. Sveriges første fire EM-titler blev vundet i 1976, 1977, 1978 og 1980. Sølvmedaljerne gik som nævnt til Italien, som dermed EM-medaljer for første gang nogensinde. Bronzemedaljerne blev vundet af de forsvarende europamestre fra Schweiz, som besejrede Norge med 13-3 i bronzekampen. Danmark blev repræsenteret af et hold fra Hvidovre Curling Club bestående af Jane Bidstrup, Iben Larsen, Maj-Britt Reinholdt og Kirsten Hur, som endte på sjettepladsen.

## Mænd
De fjorten hold var opdelt i to grupper, hvor de syv hold mødtes alle-mod-alle (round robin-kampe), hvilket gav seks kampe til hvert hold. Vinderne og toerne af de to grupper gik videre til semifinalerne, mens de øvrige hold i gruppen spillede placeringskampe om de sekundære placeringer.
Værtslandet Skotlands hold med Mike Hay som kaptajn vandt europamesterskabet ved at besejre Vesttyskland i finalen med 6-5. Det var skotternes tredje EM-titel for mænd – de to første blev vundet i 1979 og 1980. Sølvmedaljerne gik som nævnt Vesttyskland, som dermed opnåede sit bedste EM-resultat indtil da, mens bronzemedaljerne gik til de forsvarende europamestre fra Schweiz, som besejrede Danmark med 4-3 i bronzekampen, og som dermed vandt bronze for første gang i EM-historien. Danmark blev repræsenteret af et hold bestående af Frants Gufler, Hans Gufler, Michael Sindt og Holger Slotsager.

### Grundspil

#### Gruppe A
| Draw | Kamp                   | Res. | Kamp                    | Res. | Kamp                   | Res. |
| ---- | ---------------------- | ---- | ----------------------- | ---- | ---------------------- | ---- |
| 1    | Vesttyskland - Schweiz | 9-5  | Italien - Frankrig      | 5-3  | Wales - England        | 9-5  |
| 2    | Schweiz - Holland      | 13-6 | Frankrig - Vesttyskland | 10-9 | England - Italien      | 10-3 |
| 3    | Frankrig - Wales       | 9-2  | Schweiz - England       | 9-6  | Vesttyskland - Holland | 13-7 |
| 4    | Holland - Frankrig     | 7-5  | Schweiz - Wales         | 18-1 | Vesttyskland - Italien | 10-4 |
| 5    | Holland - England      | 11-6 | Wales - Italien         | 8-5  | Schweiz - Frankrig     | 7-4  |
| 6    | Schweiz - Italien      | 9-2  | Vesttyskland - England  | 9-5  | Holland - Wales        | 8-3  |
| 7    | Vesttyskland - Wales   | 14-2 | Holland - Italien       | 6-5  | Frankrig - England     | 6-4  |

| Plac. | Hold         | Vundne | Tabte |
| ----- | ------------ | ------ | ----- |
| 1.    | Vesttyskland | 5      | 1     |
| 2.    | Schweiz      | 5      | 1     |
| 3.    | Holland      | 4      | 2     |
| 4.    | Frankrig     | 3      | 3     |
| 5.    | Wales        | 2      | 4     |
| 6.    | England      | 1      | 5     |
| 7.    | Italien      | 1      | 5     |

#### Gruppe B
| Draw | Kamp                 | Res. | Kamp                 | Res. | Kamp                  | Res. |
| ---- | -------------------- | ---- | -------------------- | ---- | --------------------- | ---- |
| 1    | Danmark - Sverige    | 8-5  | Skotland - Norge     | 9-3  | Luxembourg - Østrig   | 10-8 |
| 2    | Sverige - Finland    | 13-1 | Danmark - Norge      | 7-4  | Skotland - Luxembourg | 10-3 |
| 3    | Norge - Østrig       | 11-9 | Sverige - Luxembourg | 6-5  | Danmark - Finland     | 12-5 |
| 4    | Norge - Finland      | 15-1 | Sverige - Østrig     | 6-2  | Skotland - Danmark    | 5-3  |
| 5    | Luxembourg - Finland | 8-7  | Skotland - Østrig    | 11-4 | Sverige - Norge       | 8-3  |
| 6    | Skotland - Sverige   | 10-2 | Danmark - Luxembourg | 9-7  | Østrig - Finland      | 11-9 |
| 7    | Danmark - Østrig     | 10-4 | Skotland - Finland   | 11-3 | Norge - Luxembourg    | 14-3 |

| Plac. | Hold       | Vundne | Tabte |
| ----- | ---------- | ------ | ----- |
| 1.    | Skotland   | 6      | 0     |
| 2.    | Danmark    | 5      | 1     |
| 3.    | Sverige    | 4      | 2     |
| 4.    | Norge      | 3      | 3     |
| 5.    | Luxembourg | 2      | 4     |
| 6.    | Østrig     | 1      | 5     |
| 7.    | Finland    | 0      | 6     |

### Slutspil og placeringskampe
| Dato                | Kamp                | Res.                |
| Kamp om 13.-pladsen | Kamp om 13.-pladsen | Kamp om 13.-pladsen |
| ------------------- | ------------------- | ------------------- |
| ?                   | Italien - Finland   | 17-8                |
| Kamp om 11.-pladsen |                     |                     |
| ?                   | Østrig - England    | 9-7                 |
| Kamp om 9.-pladsen  |                     |                     |
| ?                   | Wales - Luxembourg  | 13-3                |
| Kamp om 7.-pladsen  |                     |                     |
| ?                   | Norge - Frankrig    | 8-6                 |
| Kamp om 5.-pladsen  |                     |                     |
| ?                   | Sverige - Holland   | 6-5                 |

| Dato        | Kamp                    | Res.        |
| Semifinaler | Semifinaler             | Semifinaler |
| ----------- | ----------------------- | ----------- |
| ?           | Skotland - Schweiz      | 7-6         |
| ?           | Vesttyskland - Danmark  | 9-2         |
| Bronzekamp  |                         |             |
| ?           | Schweiz - Danmark       | 4-3         |
| Finale      |                         |             |
| 11.12.      | Skotland - Vesttyskland | 6-5         |

### Samlet rangering
| Plac.  | Hold         | 4 (skip)         | 3                  | 2                   | 1                   |
| ------ | ------------ | ---------------- | ------------------ | ------------------- | ------------------- |
| Guld   | Skotland     | Mike Hay         | David Hay          | David Smith         | Russell Keiller     |
| Sølv   | Vesttyskland | Keith Wendorf    | Didi Kiesel        | Sven Saile          | Heiner Martin       |
| Bronze | Schweiz      | Jürg Tanner      | Jürg Hornisberger  | Patrick Loertscher  | Franz Tanner        |
| 4.     | Danmark      | Frants Gufler    | Hans Gufler        | Michael Sindt       | Holger Slotsager    |
| 5.     | Sverige      | Tom Schäffer     | Bengt Oscarius     | Lars Hegert         | Boa Carlman         |
| 6.     | Holland      | Wim Neeleman     | Robert v.d. Cammen | Gustaaf van Imhoff  | Jeroen Tilman       |
| 7.     | Norge        | Pål Trulsen      | Flemming Davanger  | Stig Arne Gunnestad | Kjell Berg          |
| 8.     | Frankrig     | Henri Müller     | Rene Robert        | Fernand Schillinger | Albert Lecomte      |
| 9.     | Wales        | Peter Williams   | Richard Davis      | Ray King            | Adrian Meikle       |
| 10.    | Luxembourg   | Georges Schweich | Bill Bannerman     | Denis Boulianne     | Gilbert Franz       |
| 11.    | Østrig       | Günter Mochny    | Roland Koudelka    | Arthur Fabi         | Jakob Kuchl         |
| 12.    | England      | Ronnie Brock     | John Brown         | Tony Fraser         | Duncan Stewart      |
| 13.    | Italien      | Andrea Pavani    | Enrico Alberti     | Gian Carlo Valt     | Gian A. Gillarduzzi |
| 14.    | Finland      | Isto Kolemainen  | Juhani Eholuoto    | Jorma Mäkelä        | Keijo Silvan        |

## Kvinder
De tretten hold var opdelt i to grupper, hvor de seks/syv hold mødtes alle-mod-alle (round robin-kampe), hvilket gav fem/seks kampe til hvert hold. Vinderne og toerne i de to grupper gik videre til semifinalerne, mens de øvrige hold i gruppen spillede placeringskampe om de sekundære placeringer.
Sveriges hold fra Karlstads Curlingklubb med Elisabeth Högström som kaptajn vandt for femte gang EM-titlen for kvinder ved at besejre Italien med 13-2 i finalen. Sveriges første fire EM-titler blev vundet i 1976, 1977, 1978 og 1980. Sølvmedaljerne gik som nævnt til Italien, som dermed EM-medaljer for første gang nogensinde. Bronzemedaljerne blev vundet af de forsvarende europamestre fra Schweiz, som besejrede Norge med 13-3 i bronzekampen. Danmark blev repræsenteret af et hold fra Hvidovre Curling Club bestående af Jane Bidstrup, Iben Larsen, Maj-Britt Reinholdt og Kirsten Hur, som endte på sjettepladsen.

### Grundspil

#### Gruppe A
| Draw | Kamp                  | Res. | Kamp               | Res.  | Kamp                 | Res. |
| ---- | --------------------- | ---- | ------------------ | ----- | -------------------- | ---- |
| 1    | Norge - Schweiz       | 8-4  | Wales - Frankrig   | 13-12 | Østrig - England     | 15-5 |
| 2    | Schweiz - Luxembourg  | 14-5 | Norge - Frankrig   | 10-6  | Østrig - Wales       | 10-4 |
| 3    | Frankrig - Luxembourg | 11-5 | Schweiz - England  | 11-5  | Norge - Wales        | 11-6 |
| 4    | Frankrig - England    | 13-2 | Schweiz - Østrig   | 12-2  | Norge - Luxembourg   | 10-5 |
| 5    | Schweiz - Wales       | 14-4 | Norge - Østrig     | 12-6  | England - Luxembourg | 12-7 |
| 6    | Østrig - Luxembourg   | 9-4  | England - Wales    | 9-7   | Schweiz - Frankrig   | 13-5 |
| 7    | Norge - England       | 15-1 | Luxembourg - Wales | 11-5  | Frankrig - Østrig    | 11-6 |

| Plac. | Hold       | Vundne | Tabte |
| ----- | ---------- | ------ | ----- |
| 1.    | Norge      | 6      | 0     |
| 2.    | Schweiz    | 5      | 1     |
| 3.    | Frankrig   | 3      | 3     |
| 4.    | Østrig     | 3      | 3     |
| 5.    | England    | 2      | 4     |
| 6.    | Luxembourg | 1      | 5     |
| 7.    | Wales      | 1      | 5     |

#### Gruppe B
| Draw                      | Kamp                   | Res. | Kamp                    | Res. | Kamp                   | Res.  |
| ------------------------- | ---------------------- | ---- | ----------------------- | ---- | ---------------------- | ----- |
| 1                         | Sverige - Danmark      | 13-6 | Skotland - Vesttyskland | 6-5  | Italien - Holland      | 12-11 |
| 2                         | Sverige - Vesttyskland | 9-8  | Danmark - Italien       | 12-8 | Skotland - Holland     | 14-5  |
| 3                         | Italien - Vesttyskland | 13-6 | Danmark - Holland       | 11-4 | Sverige - Skotland     | 9-4   |
| 4                         | Danmark - Skotland     | 13-6 | Vesttyskland - Holland  | 12-0 | Sverige - Italien      | 8-3   |
| 5                         | Sverige - Holland      | 16-2 | Italien - Skotland      | 10-5 | Vesttyskland - Danmark | 10-5  |
| Tie-breaker om 2.-pladsen |                        |      |                         |      |                        |       |
| TB                        | Italien - Danmark      | 10-5 |                         |      |                        |       |

| Plac. | Hold         | Vundne | Tabte |
| ----- | ------------ | ------ | ----- |
| 1.    | Sverige      | 5      | 0     |
| 2.    | Italien      | 3      | 2     |
| 3.    | Danmark      | 3      | 2     |
| 4.    | Skotland     | 2      | 3     |
| 5.    | Vesttyskland | 2      | 3     |
| 6.    | Holland      | 0      | 5     |

### Slutspil og placeringskampe
| Dato                | Kamp                   | Res.                |
| Kamp om 11.-pladsen | Kamp om 11.-pladsen    | Kamp om 11.-pladsen |
| ------------------- | ---------------------- | ------------------- |
| ?                   | Holland - Luxembourg   | 10-4                |
| Kamp om 9.-pladsen  |                        |                     |
| ?                   | Vesttyskland - England | 14-3                |
| Kamp om 7.-pladsen  |                        |                     |
| ?                   | Skotland - Østrig      | 16-2                |
| Kamp om 5.-pladsen  |                        |                     |
| ?                   | Frankrig - Danmark     | 10-5                |

| Dato        | Kamp              | Res.        |
| Semifinaler | Semifinaler       | Semifinaler |
| ----------- | ----------------- | ----------- |
| ?           | Sverige - Schweiz | 8-4         |
| ?           | Italien - Norge   | 9-5         |
| Bronzekamp  |                   |             |
| ?           | Schweiz - Norge   | 13-3        |
| Finale      |                   |             |
| 11.12.      | Sverige - Italien | 13-2        |

### Samlet rangering
| Plac.  | Hold         | 4 (skip)            | 3                 | 2                     | 1                  |
| ------ | ------------ | ------------------- | ----------------- | --------------------- | ------------------ |
| Guld   | Sverige      | Elisabeth Högström  | Katarina Hultling | Birgitta Sewik        | Karin Sjögren      |
| Sølv   | Italien      | Maria G. Costantini | Ann Lacedelli     | Nella Alvera          | Angela Costantini  |
| Bronze | Schweiz      | Susan Schlapbach    | Irene Bürgi       | Ursula Schlapbach     | Katrin Peterhans   |
| 4.     | Norge        | Trine Trulsen       | Anne Jøtun Bakke  | Hanne Petterson       | Catherine Hannevig |
| 5.     | Frankrig     | Huguette Jullien    | Agnès Mercier     | Paulette Sulpice      | Monique Tournier   |
| 6.     | Danmark      | Jane Bidstrup       | Iben Larsen       | Maj-Britt Reinholdt   | Kirsten Hur        |
| 7.     | Skotland     | Isobel Torrance     | Isobel Waddell    | Margaret Wiseman      | Mary Armour        |
| 8.     | Østrig       | Herta Küchenmeister | Monica Holzl      | Edeltraud Koudelka    | Marianne Gartner   |
| 9.     | Vesttyskland | Almut Hege          | Josefine Einsle   | Susanne Koch          | Petra Tschetsch    |
| 10.    | England      | Christine Short     | Margaret Maxwell  | Anne Walton           | Anne Harvey        |
| 11.    | Holland      | Els Neeleman        | Netty Born        | Lucie Wolfs           | Lia van Elshout    |
| 12.    | Luxembourg   | Cilly Schweich      | M. van den Houten | Christianne Boulianne | Marie Garritze     |
| 13.    | Wales        | Anne Stone          | Elizabeth Hunt    | Barbara Williams      | Doris Vickers      |